# Großer Preis der sozialistischen Länder (Radsport)
Der Große Preis der sozialistischen Länder war eine regelmäßig veranstaltete Bahnradsportveranstaltung und Bestandteil des Veranstaltungskalenders der Union Cycliste International (UCI), die in der DDR, der Tschechoslowakei, Polen und der UdSSR ausgetragen wurde.

## Historie
Der Wettbewerb für Bahnsprinter wurde 1975 erstmals von den Radsportverbänden der DDR (Deutscher Radsport-Verband der DDR (DRSV)), Polens (PZKol) und der Tschechoslowakei ausgetragen und bis 1990 fortgeführt. Er bestand aus einer Wettkampfserie von einzelnen Großen Preisen, die dann zu einer Gesamtwertung (nach einem Punktesystem) zusammengeführt wurden. Zu der Serie gehörten zunächst der Große Preis der DDR, der Große Preis von Polen und der Große Preis von Brno bzw. der Tschechoslowakei. 1979 kam der Große Preis der Aeroflot in der UdSSR dazu. Erster Sieger 1975 war der Pole Benedykt Kocot, danach dominierten die Sprinter aus der DDR. Letzter Sieger war 1989 Bill Huck. Erfolgreichster Sportler war Lutz Heßlich mit sieben Siegen.

## Sieger
- 1989:  Bill Huck
- 1988:  Lutz Heßlich
- 1987:  Michael Schulze
- 1986:  Michael Hübner
- 1985:  Lutz Heßlich
- 1984:  Lutz Heßlich
- 1983:  Lutz Heßlich
- 1982:  Michael Hübner
- 1981:  Lutz Heßlich
- 1980:  Michael Hübner
- 1979:  Lutz Heßlich
- 1978:  Lutz Heßlich
- 1977:  Jürgen Geschke
- 1976:  Emanuel Raasch
- 1975:  Benedykt Kocot